# Frida Maestra, el arte al encuentro de la vida
Frida Maestra, el arte al encuentro de la vida è un documentario televisivo del 2005 basato sulla vita della pittrice messicana Frida Kahlo.